# Cmentarz żydowski w Krośniewicach
Cmentarz żydowski w Krośniewicach – cmentarz żydowski w Krośniewicach, został założony w I połowie XIX wieku lub prawdopodobnie około 1765 roku, wraz z powstaniem gminy żydowskiej. Zajmuje powierzchnię 0,77 ha.
Cmentarz został zdewastowany podczas II wojny światowej, nagrobki wykorzystywane były do utwardzania dróg i chodników. W 1999 roku staraniem Abrahama Levy′ego utworzono na terenie cmentarza lapidarium. W 2014 roku teren cmentarza uporządkowano i ogrodzono, przy bramie umieszczono również tablicę pamiątkową.
W Muzeum im. J. Dunina-Borkowskiego w Krośniewicach przechowywana jest macewa z 1888 roku oraz fragmenty czterech innych. Obiekt wpisany do gminnej ewidencji zabytków a terenu miasta i gminy Krośniewice.